# Selección femenina de fútbol sub-15 de Chile
La Selección de fútbol femenino Sub-15 de Chile es el equipo representativo de dicho país en las competiciones oficiales de fútbol femenino de la Categoría Sub-15. Su organización está a cargo de la Federación de Fútbol de Chile, la cual es miembro de la Conmebol.
Ha participado dos veces en el Campeonato Sudamericano Femenino Sub-15 alcanzando el segundo lugar en su edición de 2010. 
Además, participó en la versión inaugural de los Juegos Olímpicos de la Juventud, realizados en Singapur en 2010. En el torneo femenino, la selección obtuvo la medalla de oro al derrotar al seleccionado de Guinea Ecuatorial en ronda de tiros penales. De esta forma, obtuvo la primera medalla dorada en fútbol y la segunda medalla olímpica para Chile en fútbol, tras la medalla de bronce alcanzada por la selección adulta masculina en Sídney 2000, además de la primera medalla para Chile en los Juegos Olímpicos de la Juventud y el primer título internacional de una selección chilena de fútbol.

## Plantel
- Equipo campeón en el Torneo de Desarrollo Femenino UEFA:
  - Ashley Castillo
  - Catalina Gajardo
  - Pascal Lara
  - Antonella Martínez
  - Rafaela Jiménez
  - Lauryn Morales
  - Pamela Ramos
  - Florencia Gálvez
  - Isidora Flores
  - Rocío Galleguillos
  - Anaís Riquelme
  - Vaythyare Ríos
  - Pilar León
  - Yocelin Muñoz
  - Antonella Casas Cordero
  - Geraldine Mardones
  - Nicole Carter
  - Heysiu Alfaro
  - Antonella Montenegro
  - Antonella Hernández
  - Entrenador: Andrés Aguayo

## Palmarés
- Primer Lugar (1): Juegos Olímpicos de la Juventud 2010
- Segundo Lugar (1): Campeonato Sudamericano Femenino Sub-15 2010
- Primer Lugar (1): Torneo de Desarrollo Femenino UEFA 2022